# Paul Duport
Pour les articles homonymes, voir Duport.
Nicolas-Paul Duport est un auteur dramatique et librettiste français, né le 24 avril 1798 (5 floréal an VI) dans l'ancien
5e arrondissement de Paris et mort le 25 décembre 1866 à Paris 1er.

## Biographie
Paul Duport est né le 24 avril 1798 (5 floréal an VI) au 12 rue Neuve-Saint-Laurent dans l'ancien 5e arrondissement de Paris.
Il appartient à une famille d'artistes. Son grand-père Joseph-Robert Duport (1748-1820) est fabricant de bronze et ciseleur. Son oncle Louis Duport (1781–1853) est danseur et maître de ballet successivement à Paris, Saint-Pétersbourg, Naples, Londres et Vienne. Un autre de ses oncles, Pierre-Auguste Duport (1785-1818), est bassoniste, élève de Thomas Delcambre à l'Opéra de Paris. Sa tante Marie-Adélaïde Duport, est danseuse à l'Opéra de Paris et mariée au danseur Baptiste Petit. Son père François-Auguste Duport (1777-1843) est d'abord fabricant de bronze, menuisier, puis organisateur de la garde nationale du faubourg Saint-Antoine, enfin auteur dramatique.
Alors élève au lycée Charlemagne, Paul Duport écrit dès l'âge de 15 ans une tragédie et une comédie. A 17 ans il envoie au Théâtre-Français une tragédie en 5 actes intitulée Dion.
Après avoir étudié les auteurs classiques, latins et grecs, il envoie à 20 ans au Théâtre-Français une tragédie en 5 actes Selim, et à l'Opéra-Comique en collaboration avec son père un ouvrage en 3 actes Le Roi des plaisirs et le Plaisir des rois.
A cette époque, au début des années 1820, il connaît une période d'intense activité littéraire, devient rédacteur en chef du Courrier des Spectacles, écrit plusieurs articles historiques, des Essais littéraires sur Shakspeare, une tragédie, deux comédies, des traductions de Grillparzer, de Schiller et de Metastase. Son amitié avec le doyen du Théâtre français, Saint-Prix, lui permet de commencer un recueil d'anecdotes sur ce théâtre.
Mais en 1824, il se voit contraint pour des raisons financières, d'abandonner la littérature dite sérieuse et de se lancer dans l'écriture de vaudevilles, seul ou en collaboration avec des spécialistes tels que Scribe, Duvert, Monnais, Bayard, Ancelot, Deforges, Planard, Saint-Hilaire, Lauzanne, Halévy, Vial.
Il y réussit pleinement : il écrit et fait jouer plus d'une centaine de pièces dans une dizaine de théâtres parisiens jusqu'au début des années 1850,,.
Parallèlement à cette activité alimentaire, et ayant acquis une certaine aisance financière, Paul Duport peut continuer ses recherches littéraires, il écrit deux volumes des Ephémérides Universelles œuvre de nombreux contributeurs publiée par Édouard Monnais, une histoire de la littérature anglaise à insérer au début de ses Essais littéraires sur Shakspeare, des commentaires pour une édition des œuvres de Marivaux…
Ses contemporains le décrivent comme quelqu'un de foncièrement honnête, intègre, loin des intrigues et des trahisons que l'on peut trouver dans la vie d'un théâtre, il ne manque jamais à la parole donnée, et il se fait un devoir d'aider les jeunes compositeurs. Modeste, il signe ses premières pièces sous le pseudonyme de Paulin et ses Essais littéraires sur Shakspeare sous l'acronyme de M.P.D. Ce n'est qu'en 1835 que le directeur du Gymnase décide de mettre son véritable nom sur l'affiche.
Paul Duport meurt le 25 décembre 1866 à son domicile 65 rue Neuve-des-Petits-Champs à Paris dans le 1er arrondissement. L'un des témoins est Côme Samalens 42 ans, professeur, son gendre.

## Vie privée
Paul Duport se marie au début des années 1820 avec Marie-Augustine-Adèle Foucault née en 1799 à Charleroi (Belgique). Celle-ci est la sœur aînée d'Elisa Schlesinger célèbre pour avoir été la muse de Gustave Flaubert et le modèle de son personnage de Madame Arnoux dans l'Education sentimentale.
Le couple a une fille, Joséphine-Marie-Augustine dite Lia Duport, née le 21 décembre 1823 à Paris (2ème arrondissement ancien), chanteuse lyrique, professeur de musique et compositrice d'un Album de 12 romances édité en 1844 par son oncle Maurice Schlesinger et composé sur des textes de poètes contemporains dont Le Réveil de Victor Hugo. Celle-ci, mariée en 1844 au pianiste hollandais Richard Mulder (1819-1874), a deux enfants, Richard et Pauline, tous deux chanteurs lyriques. Le goût pour l'art musical bien développé dans la famille Duport se perpétue encore puisque Pauline, mariée à Jacques Boutin, a une fille, Jeanne Boutin (1868-1927), qui est violoniste. Et celle-ci a quatre filles, dont trois chanteuses lyriques et une pianiste.

## Œuvre

### Théâtre
- 1818 : Le Frère Philippe, opéra-comique en un acte, avec Auguste Duport, musique de Dourlen, Théâtre Feydeau (20 janvier)
- 1821 : Le Quaker et la Danseuse, comédie-vaudeville en un acte, avec Scribe, théâtre du Gymnase dramatique (18 mars, reprise le 28 mars 1831)
- 1821 : Les Comédiens ou la Répétition de Psyché, comédie-vaudeville en un acte, avec Paul Ledoux, Vaudeville (2 août)
- 1824 : Le Beau-frère, ou la Veuve à deux maris, comédie-vaudeville en un acte, avec Auguste Duport et Saint-Hilaire
- 1824 : Une journée de Charles V, comédie en un acte en prose, avec Auguste Duport
- 1825 : Kettly, ou le Retour en Suisse, vaudeville en un acte, avec Duvert, Vaudeville (28 janvier)
- 1825 : La Dernière Heure de liberté, comédie-vaudeville en un acte, avec Duvert, théâtre de Madame (20 août)
- 1825 : L'Auteur et l'Avocat, comédie en trois actes et en vers, Théâtre-Français (2 septembre)
- 1826 : Oréno ou le Bon Nègre, vaudeville en un acte, avec Xavier et Duvert, Vaudeville (7 juin)
- 1826 : Césarine ou la Courtisane amoureuse, vaudeville en deux actes, avec Fernand Langlé, Vaudeville (28 décembre)
- 1827 : L'Arbitre ou les Séductions, comédie-vaudeville en deux actes, avec Théaulon, théâtre de Madame (7 mai)
- 1827 : L'Orphelin ou la Loge et le Salon, pièce anecdotique en deux actes mêlée de vaudevilles, avec Edmond Rochefort, théâtre des Nouveautés (20 septembre)
- 1828 : La Saint Valentin ou le Collier de perles, comédie-vaudeville en un acte, avec Duvert, théâtre de Madame (3 octobre)
- 1829 : Marie Mignot, comédie historique mêlée de couplets en un acte et trois époques avec Bayard, Vaudeville (17 octobre)
- 1829 : La Première Cause ou le Jeune Avocat, comédie-vaudeville en un acte avec Monnais, théâtre de Madame (5 novembre)
- 1829 : L'Orpheline
- 1830 : Danilowa, opéra-comique en trois actes, avec Vial, musique de Adolphe Adam, Opéra-Comique (23 avril)
- 1830 : La Contre-lettre ou le Jésuite, drame en deux actes mêlé de chants, avec Monnais, théâtre des Nouveautés (23 août)
- 1830 : Claire d'Albe, comédie en trois actes, avec Bayard, Vaudeville (25 décembre)
- 1830 : L'Oubli, avec Etienne Arago
- 1830 : Noblesse et Roture
- 1831 : Le Livre de l'ermite, opéra-comique en deux actes, avec Planard, musique de Michele Carafa, Opéra-Comique (11 août)
- 1831 : Monsieur Chapolard ou le Lovelace dans un grand embarras, comédie-vaudeville en un acte, avec Duvert et Lauzanne, théâtre des Variétés (25 juin)
- 1831 : Les Trois Catherine, vaudeville en trois époques, avec Monnais, musique de Adolphe Adam et Casimir Gide, théâtre des Nouveautés (18 novembre)
- 1831 : La Dédaigneuse, comédie-vaudeville en un acte, avec Monnais, Vaudeville (18 novembre)
- 1831 : La Veillée, opéra-comique en un acte, avec Saint-Hilaire, musique de Pâris, Opéra-Comique (14 février)
- 1831 : Le Frotteur, comédie-vaudeville en un acte, avec Bayard, théâtre du Palais-Royal (6 juin)
- 1831 : Les Deux Sœurs de charité, comédie en deux actes mêlée de couplets imitée de la chanson de Béranger, avec Romain Chapelain, Vaudeville (22 septembre)
- 1832 : Le Chaperon, comédie-vaudeville en un acte, avec Scribe, théâtre du Gymnase (6 février)
- 1832 : La Puritaine ou la Cour d'Angleterre en 1710, comédie historique mêlée de couplets en deux actes, théâtre du Gymnase (28 décembre)
- 1832 : Le Mannequin de Bergame, opéra-comique en un acte, avec Planard, musique de Fétis, Opéra-Comique (1er mars)
- 1832 : Une monomanie, comédie-vaudeville en un acte, avec Scribe, théâtre du Gymnase (31 août)
- 1833 : Le Voyage dans l'appartement, comédie-vaudeville en cinq tableaux, avec Scribe, théâtre des Variétés (18 janvier)
- 1833 : Un trait de Paul Ier ou le Czar et la Vivandière, comédie-vaudeville anecdote en un acte, avec Scribe, théâtre du Gymnase (12 septembre)
- 1833 : La Dugazon ou le Choix d'une maîtresse, comédie en un acte, avec Scribe, théâtre du Gymnase (30 octobre)
- 1833 : Le Cavalier servant ou les Mœurs italiennes, comédie en un acte mêlée de chants, avec Monnais, Vaudeville (25 avril)
- 1833 : Christophe ou Cinq pour un, vaudeville en un acte, avec Desvergers et Varin, théâtre du Gymnase (23 octobre)
- 1833 : Les Suites d'une séparation, comédie-vaudeville en un acte, avec Decomberousse, théâtre du Gymnase (7 décembre)
- 1834 : Une dame de l'Empire, comédie-vaudeville en un acte, avec Ancelot, Vaudeville (17 mars)
- 1834 : Le Marchand forain, opéra-comique en trois actes, avec Planard, musique de Marliani, Opéra-Comique (31 octobre)
- 1835 : La Mère et la Fiancée, comédie-vaudeville en deux actes, avec Petit et Léonce, théâtre du Gymnase (17 août)
- 1835 : Cosimo, opéra-bouffe en deux actes, avec Saint-Hilaire, musique de Prévost, Opéra-Comique (13 octobre), édité par Maurice Schlesinger
- 1835 : La Fille de l'avare, comédie-vaudeville en deux actes, avec Bayard, théâtre du Gymnase (7 janvier)
- 1835 : Alda, opéra-comique en un acte avec Bayard, musique de Thys, Opéra-Comique (8 juillet)
- 1835 : L'habit ne fait pas le moine, comédie-vaudeville en trois actes, avec Saint-Hilaire, musique de Doche, Thénard et Thys, Vaudeville (18 août)
- 1835 : Un mariage sous l'Empire, comédie en deux actes mêlée de couplets, avec Ancelot, Vaudeville (29 octobre)
- 1835 : L'Incendie, avec Bayard
- 1836 : Les Pontons de Cadix, opéra-comique en un acte, avec Ancelot, musique de Prévost, Opéra-Comique (8 novembre)
- 1836 : Le Comte de Charolais ou les Couvreurs, comédie en trois actes mêlée de chants, avec Deforges, musique de Flotow, théâtre du Palais-Royal (29 novembre)
- 1836 : Coliche ou Un pamphlet chez Monsieur de Maurepas, comédie-vaudeville en un acte, avec Paul Foucher, théâtre du Palais-Royal (5 mars)
- 1836 : Rock le Barbu, opéra-comique en un acte, avec Deforges, musique de José Melchor Gomis (es), Opéra-Comique (13 mai)
- 1836 : D'Aubigné, comédie en deux actes mêlée de couplets, avec Ancelot, Vaudeville (20 août)
- 1837 : Schubry, comédie-vaudeville en un acte, avec Deforges, théâtre du Gymnase (9 mai)
- 1837 : Ce bon monsieur Blandin !, comédie-vaudeville en un acte, avec Laurencin, théâtre du Gymnase (20 octobre)
- 1837 : La Vendéenne, comédie en deux actes mêlée de couplets, théâtre du Gymnase (24 avril)
- 1837 : La Champmeslé, comédie anecdotique en deux actes et mêlée de chant, avec Ancelot, musique de Flotow, Vaudeville (11 février)
- 1837 : Père et Fils, comédie en un acte mêlée de couplets, avec Mélesville, Vaudeville (7 mars)
- 1837 : Stradella, comédie mêlée de chant en un acte, avec Deforges, théâtre du Palais-Royal (4 février)
- 1937 : Vingt ans après, comédie en un acte mêlée de couplets, avec Arsène de Cey, théâtre du Gymnase (30 décembre)
- 1837 : Emmeline, avec Mélesville
- 1837 : Le Secret d'une mère, comédie-vaudeville en un acte, avec Monnais, théâtre du Gymnase (20 mai)
- 1837 : Nathalie, comédie-vaudeville en un acte, avec Saint Hilaire, théâtre des Variétés (19 janvier)
- 1837 : Un élève de Rome, comédie en un acte mêlée de chants, avec Étienne Arago et Deforges, théâtre du Gymnase (29 juin)
- 1837 : Rob Roy, opéra-comique en un acte, avec Deforges, musique de Flotow, théâtre de l'Hôtel de Castellane (mai)
- 1838 : Lequel ?, opéra-comique en un acte, avec Ancelot, musique de Leborne, Opéra-Comique (21 mars)
- 1838 : Le Perruquier de la régence, opéra-comique en trois actes, avec Planard, musique de Ambroise Thomas, Opéra-Comique (30 mars)
- 1838 : La Dame d'honneur, opéra comique en un acte, avec Monnais, musique de Despréaux, Opéra-Comique (4 octobre)
- 1838 : La Belle-sœur, drame en deux actes, avec Laurencin, théâtre du Gymnase (3 juillet)
- 1838 : Casimir ou le Commis-voyageur, comédie-vaudeville en deux actes, avec Laurencin, théâtre du Gymnase (30 janvier)
- 1838 : La Vie de garçon, comédie-vaudeville en deux actes, avec Edmond de Biéville, théâtre du Gymnase (10 janvier)
- 1838 : La Petite Maison, comédie-vaudeville en deux actes, avec Ancelot, théâtre du Palais-Royal (3 avril)
- 1839 : Carte blanche, comédie en un acte et en prose avec Léon Halévy, théâtre de la Renaissance (24 juillet)
- 1839 : Les Treize, opéra-comique en trois actes, avec Scribe, musique de Fromental Halévy, Opéra-Comique (15 avril), édité par Maurice Schlesinger
- 1839 : Breteuil, ou Artisan et Comtesse, comédie en un acte mêlée de couplets, avec Laurencin, théâtre du Gymnase (4 novembre)
- 1839 : La Grisette et l'Héritière, comédie en deux actes mêlée de chants, avec Ancelot, Vaudeville (7 novembre)
- 1839 : Miss Kelly, ou la Lettre et l'Engagement, comédie en un acte et en prose, avec Monnais, théâtre de la Renaissance (25 octobre)
- 1839 : Dieu vous bénisse !, comédie-vaudeville en un acte, avec Ancelot, théâtre du Palais-Royal (14 février)
- 1839 : Le Dépositaire, comédie-vaudeville en deux actes, théâtre du Gymnase (23 avril)
- 1839 : Catherine Lubize
- 1839 : Gabrielle ou les Aides-de-camp, comédie-vaudeville en deux actes, avec Ancelot, théâtre du Palais-Royal (8 juin)
- 1840 : Bob ou le Forgeron de saint Patrick, comédie en deux actes mêlée de chants, avec Deforges, théâtre du Palais-Royal (21 juillet)
- 1840 : Le Nouveau Bélisaire, comédie-vaudeville en un acte, théâtre du Palais-Royal (15 mai)
- 1840 : Quitte ou double, comédie en deux actes mêlée de couplets, avec Ancelot, Vaudeville (19 septembre)
- 1840 : Le Cent-Suisse, opéra-comique en un acte, avec Monnais, musique de Napoléon Joseph Ney prince de la Moskowa, Opéra-Comique (7 juin)
- 1842 : Claudia ou la Fermière de Rome, vaudeville en un acte, avec Laurencin, théâtre du Gymnase (1er juin)
- 1842 : Le Bonheur sous la main, comédie-vaudeville en un acte, Vaudeville (4 décembre)
- 1842 : Le Kiosque, opéra-comique en un acte, avec Scribe, musique de Jacques Féréol Mazas, Opéra-Comique (2 novembre)
- 1843 : Foliquet, coiffeur de dames, vaudeville en un acte, avec Laurencin, Vaudeville (19 février)
- 1843 : L'Écrin, comédie en trois actes mêlée de chants, avec Paul Foucher, Vaudeville (14 septembre)
- 1843 : La Tutrice ou l'Emploi des richesses, comédie en trois actes, avec Scribe, Théâtre-Français (29 novembre)
- 1843 : Le Bonheur sous la main
- 1844 : La Raison propose ou Un mariage diplomatique, comédie-vaudeville en un acte, théâtre du Gymnase (26 août)
- 1844 : Le Bal du sous-préfet opéra comique en un acte, avec Saint-Hilaire, musique de Édouard Boilly, Opéra comique (8 mai)
- 1844 : Alessandro Stradella, opéra en trois actes, avec Deschamps, Pacini et Deforges, musique de Flotow, en allemand à Hambourg (décembre)
- 1846 : Trenitz, vaudeville en un acte, avec Monnais, Vaudeville (6 décembre)
- 1848 : La Clef dans le dos, comédie-vaudeville en un acte, avec Lauzanne et Duvert, théâtre du Gymnase (12 février)
- 1850 : Cravate et Jabot, comédie-vaudeville en un acte, avec Saint-Hilaire, théâtre des Folies-Dramatiques, (19 juillet)

### Écrits
- Épître à tout le monde sur l'esprit de parti par M. P. D., Paris, 1818
- Essais littéraires sur Shakspeare, Paris, Constant Le Tellier fils, 1828